# Cultura LGBT a Berlino

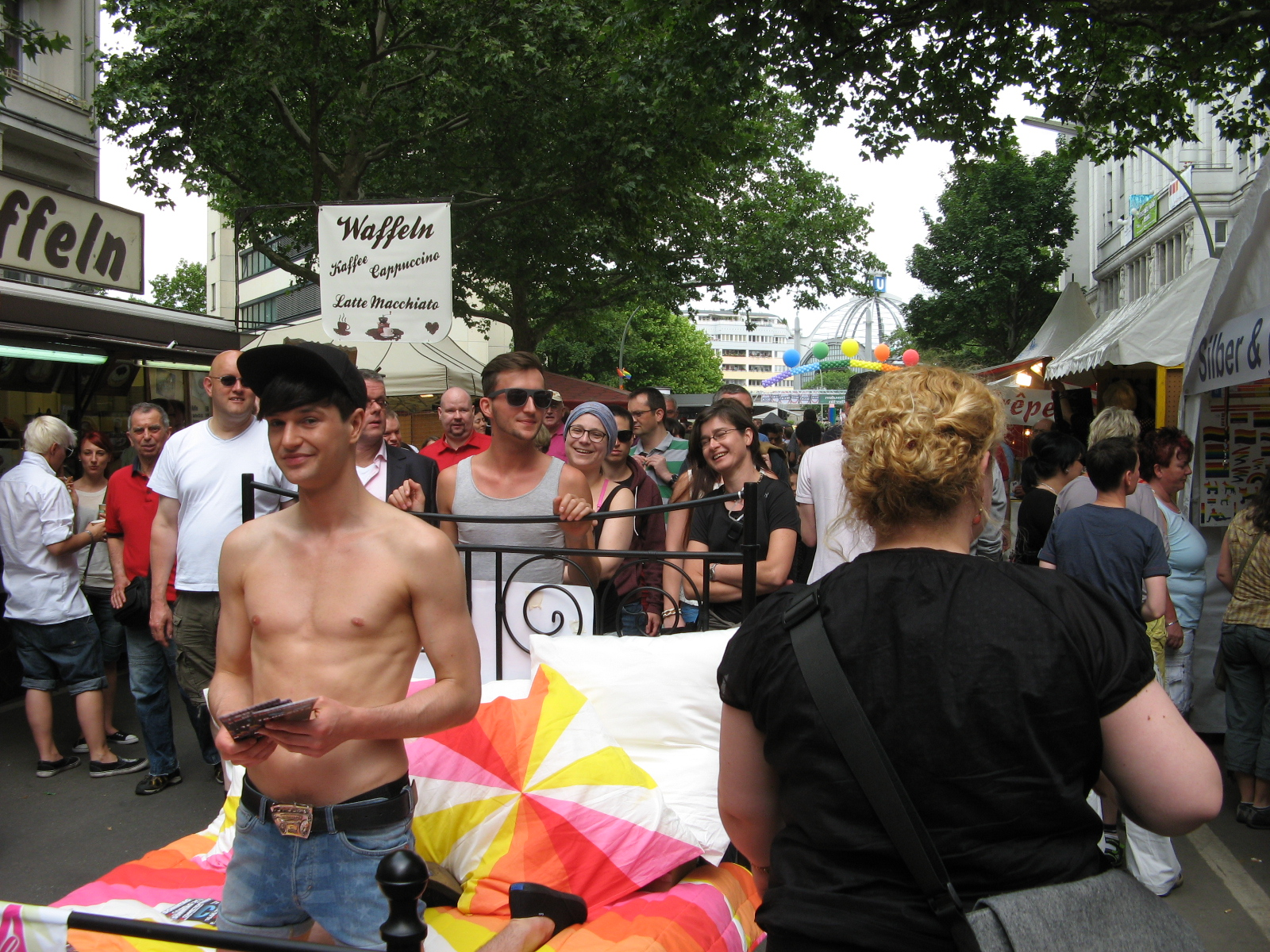
"Lesbian and Gay City Festival" a Schöneberg nel 2013.

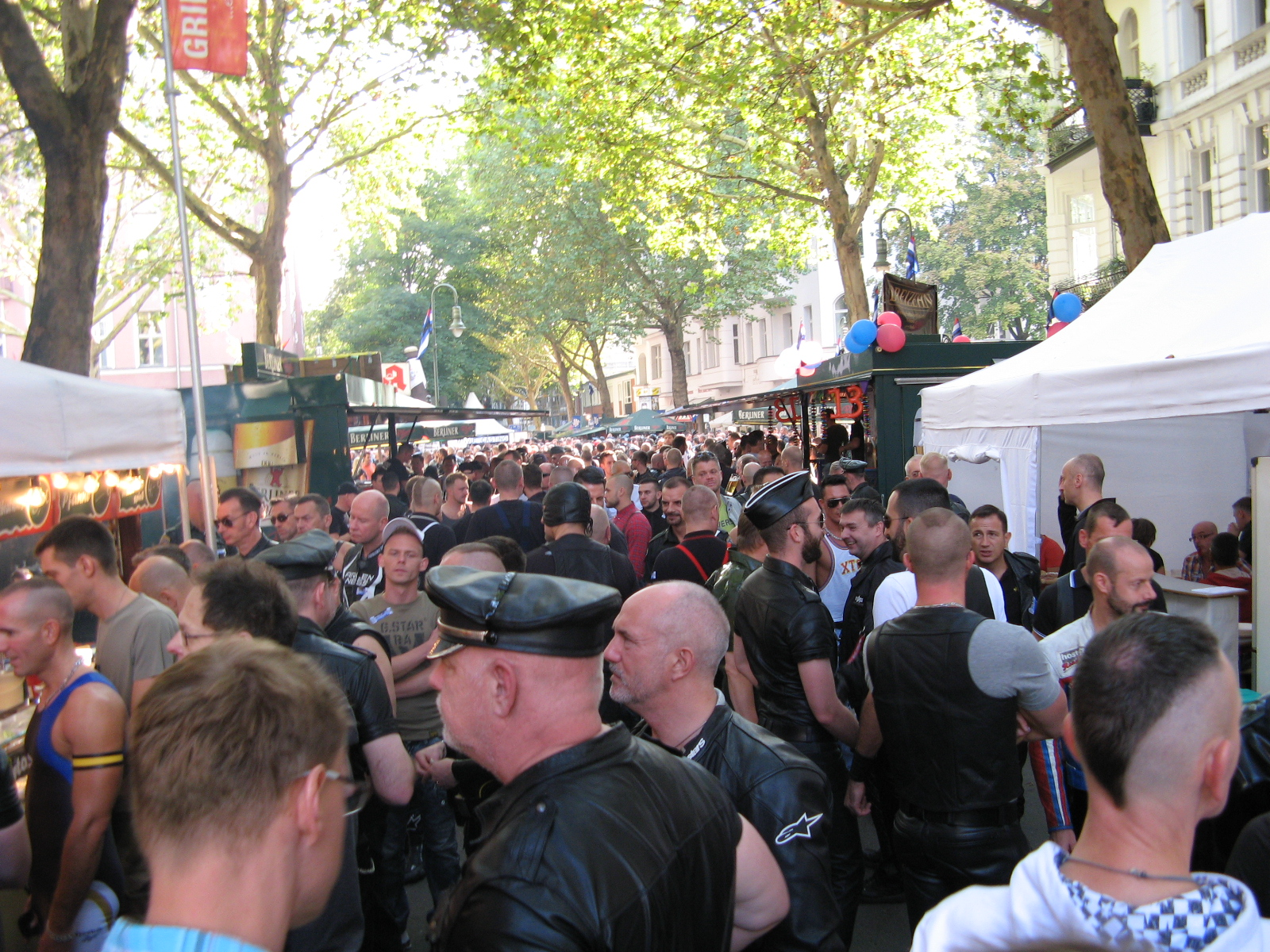
Il "Folsom Europe", la festa annuale BDSM della subcultura leather.

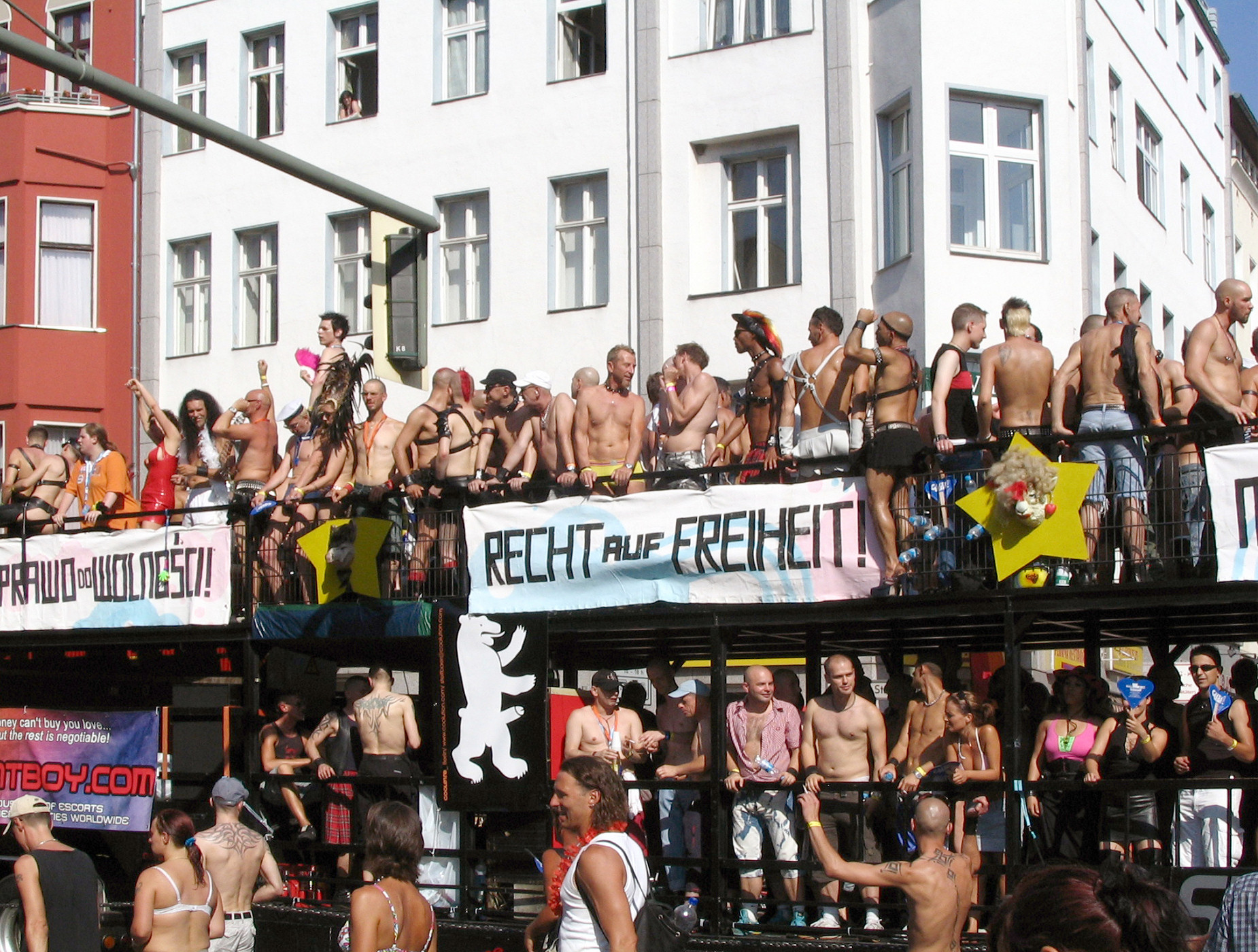
Gay Pride di Berlino.

Berlino, la capitale della Germania, ha una comunità LGBT attiva e con una lunga storia alle spalle. In città vi sono molti quartieri gay ed il più grande di loro Schöneberg, è anche il primo al mondo per ampiezza.

## Storia
Berlino ha una notevole storia di cultura LGBT e gay ed una vasta influenza sull'intrattenimento popolare e durante gli anni '20 del XX secolo è stata la capitale gay d'Europa. Nel 1896 la prima rivista gay del mondo ha iniziato ad esser pubblicata proprio a Berlino e s'intitolava Der Eigene.
Magnus Hirschfeld, un medico tedesco, ha fondato il Wissenschaftlich-humanitäres Komitee ("Comitato Scientifico-Umanitario") nel maggio 1897 come un sottoinsieme dell'istituto di Berlino per la scienza della sessualità (Institut für Sexualwissenschaft); non solo questa era la prima organizzazione del suo genere in Germania, ma è anche stata il primo organismo per i Diritti LGBT nel mondo a fare lobby per favorire i diritti di gay, lesbiche e transessuali, con una particolare attenzione alla rappresentanza legale.
Durante gli anni '20 e '30 il primo gay village del mondo era situato nel distretto di Schöneberg a Berlino. Fiorirono presto bar e discoteche per gay e lesbiche (vedi gay bar), così come fece l'espressione artistica queer attraverso i film, la musica e le pubblicazioni di stampa. Cantanti di cabaret come Claire Waldoff e l'attrice Marlene Dietrich hanno vissuto e lavorato nei quartieri queer di Berlino durante questo periodo.
La prima dimostrazione gay mai svoltasi risale al 1922 proprio a Berlino. Il Reichstag riuscì quasi a far depenalizzare l'omosessualità nel 1929, prima che il crollo economico di quell'anno rese impossibile una votazione finale.

L'ascesa del nazionalsocialismo in Germania agli inizi del 1933 mise sempre più pressione sulla comunità omosessuale di Berlino, fino a quando funzionari zelanti fecero chiudere bar come Eldorado e vietarono le pubblicazioni gay, costringendo gli uomini omosessuali di Berlino a nascondersi per non finire nei campi di concentramento.

L'omosessualità sarebbe stata depenalizzata solamente nel 1969, il che ha consentito lo svilupparsi di un'espressione molto più aperta della cultura gay e lesbica. L'Homosexuelle Aktion Westberlin (HAW, Azione gay a Berlino Ovest) è stata la prima organizzazione moderna gay nata in Germania, fondata nel 1971. Inizialmente costituita da un gruppo tutto al maschile, l'HAWimbastì proteste molto persistenti contro le leggi anti-sodomia.
Nel 1985 a Berlino è stato aperto il primo museo gay al mondo, noto come lo Schwules Museum, un istituto privato dedicato alla conservazione, all'esibizione e alla scoperta dell'arte e cultura gay e della storia lesbica. A tutt'oggi il comune di Berlino promuove attivamente il turismo gay nei gay village.

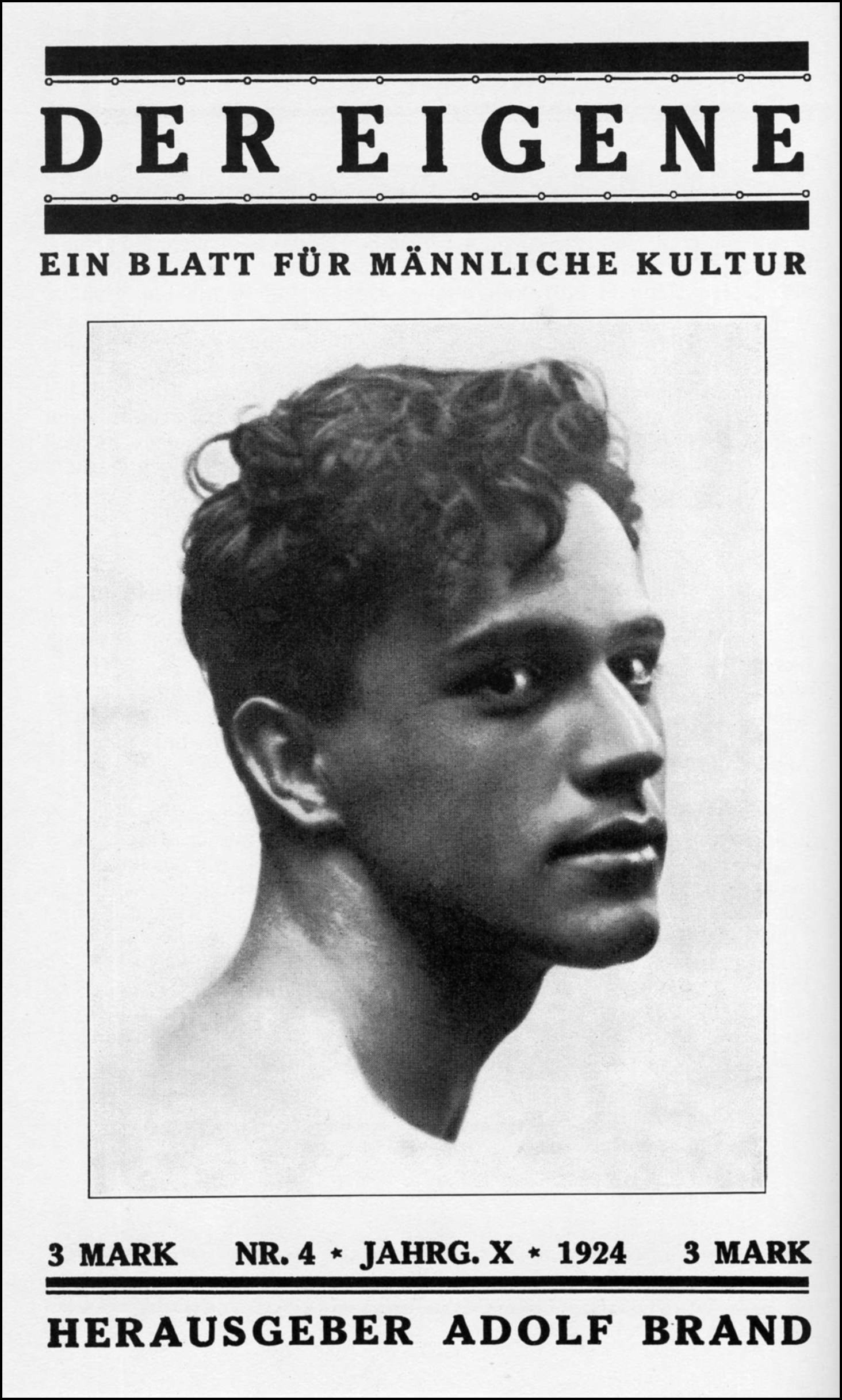
Der Eigene, il primo gay magazine al mondo.
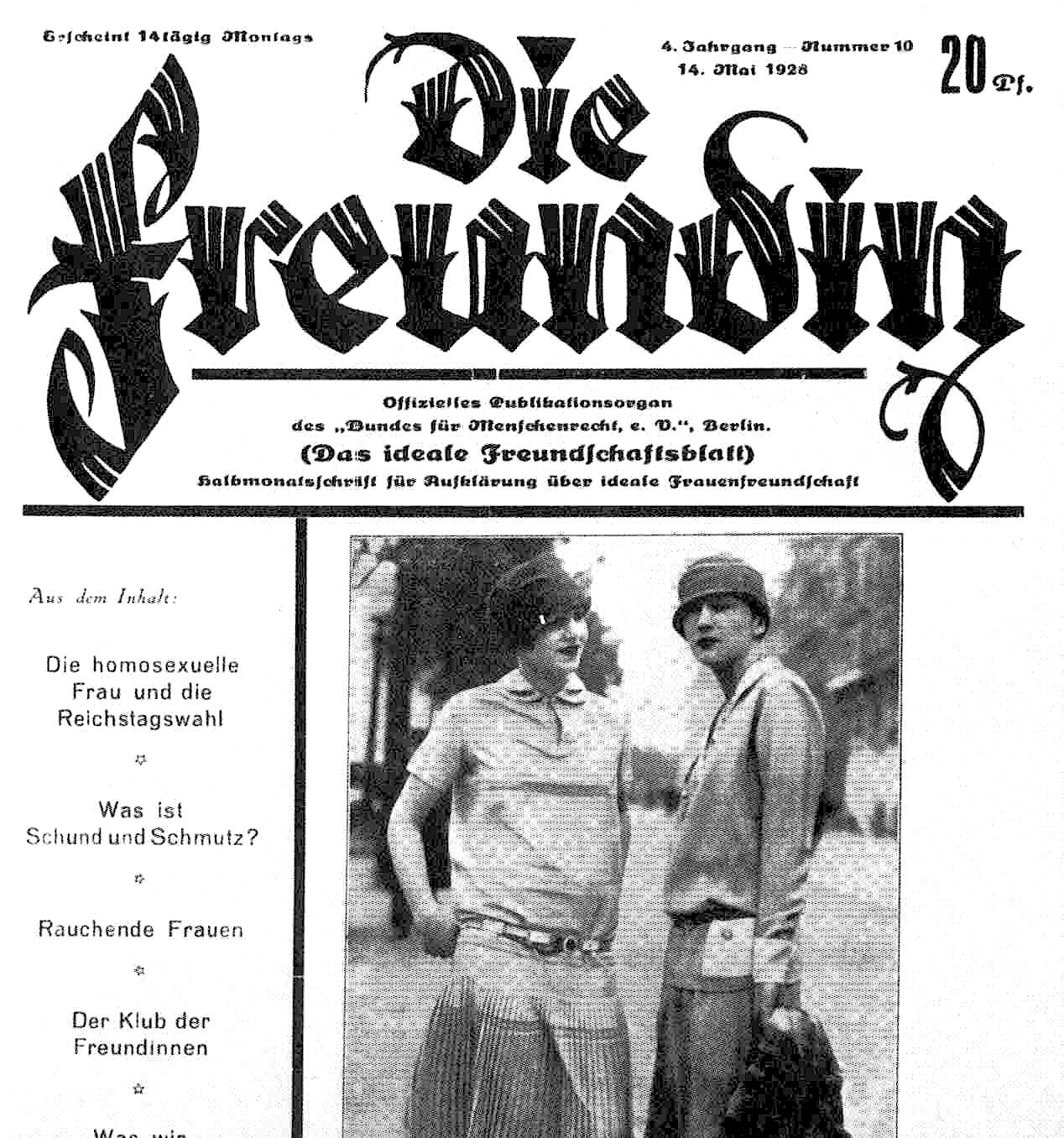
Die Freundin, il magazine lesbico di Berlino, 1928.
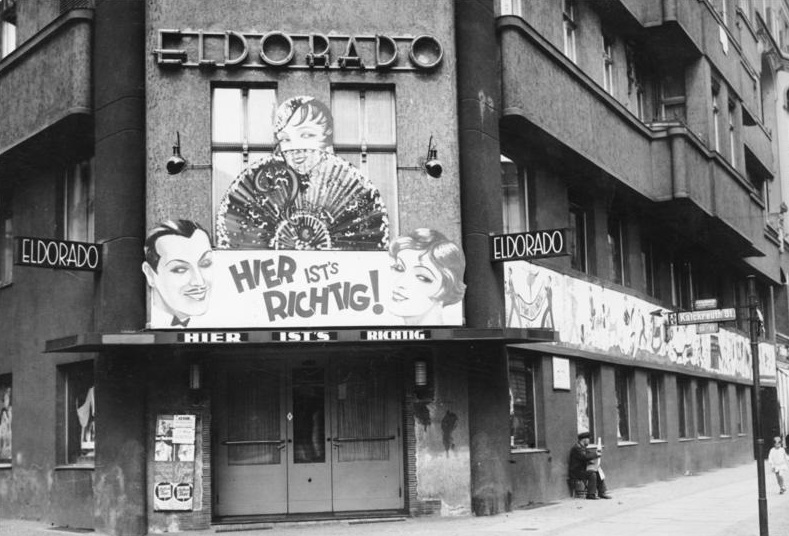
Gay club Eldorado, 1932.
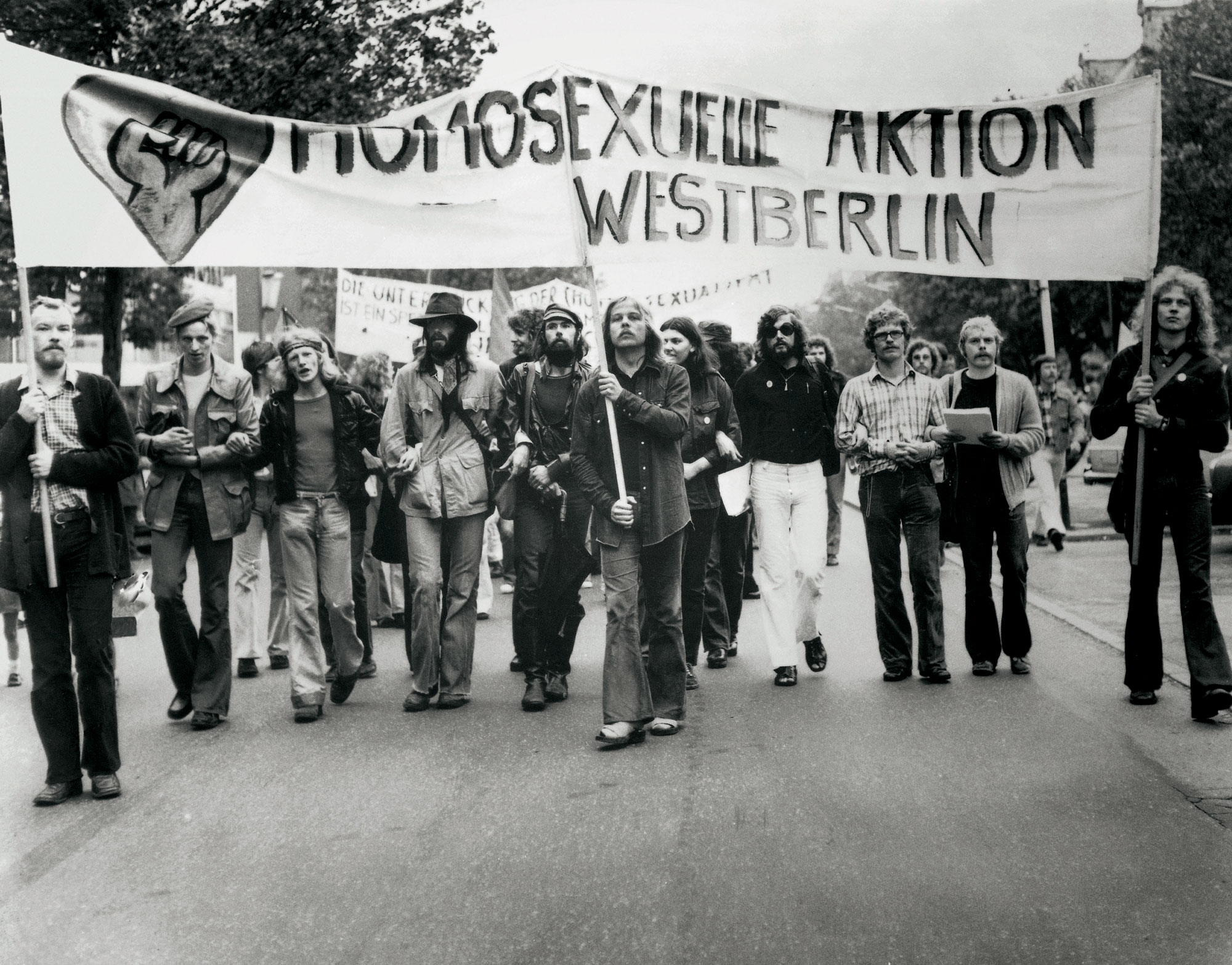
Homosexuelle Aktion a Berlino Ovest, 1971.

## Geografia
Berlino dispone di molti quartieri gay, ma Schöneberg rimane il gay village principale della città. Altri quartieri gay sono Prenzlauer Berg e Kreuzberg. Il Memoriale agli omosessuali perseguitati sotto il nazismo si trova a Tiergarten.

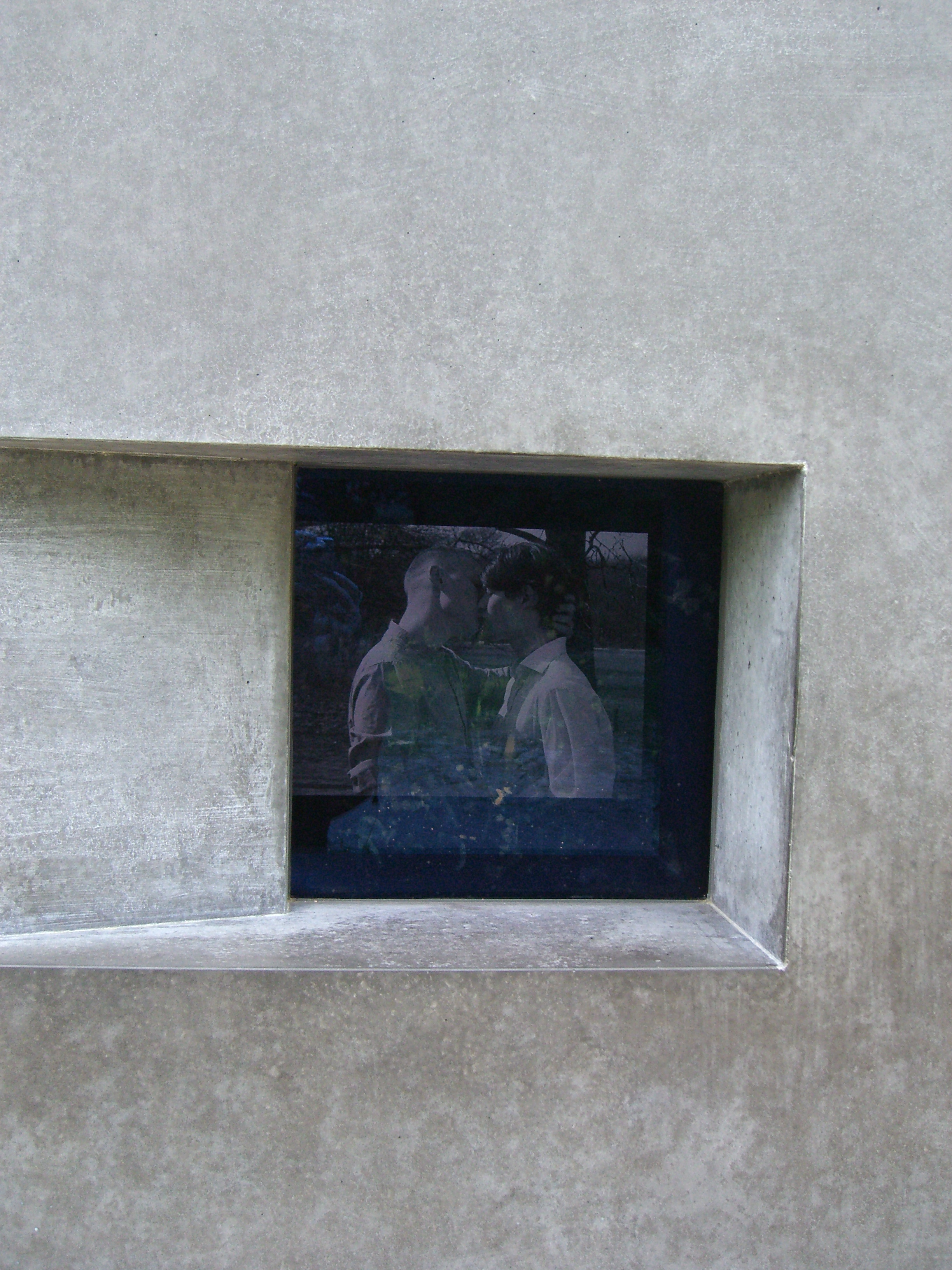
Memoriale agli omosessuali perseguitati sotto il Nazismo
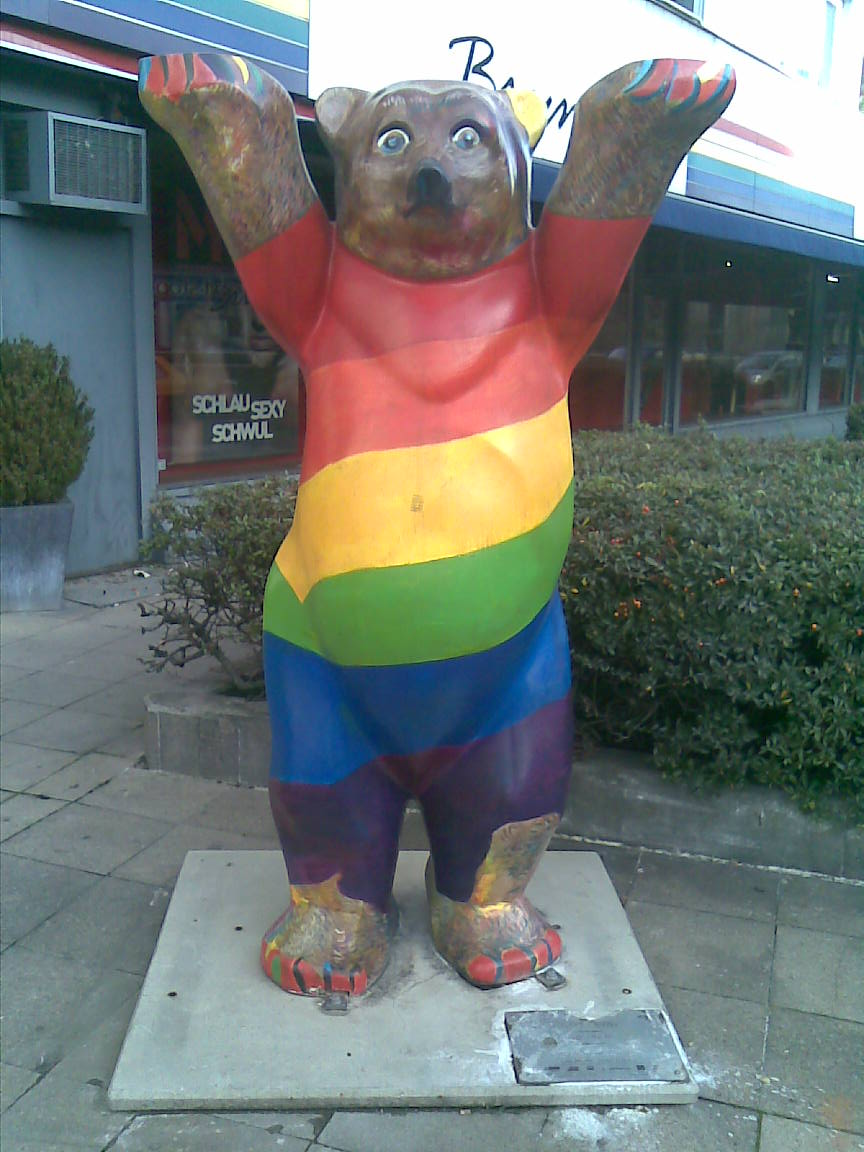
Gay orso a Nollendorfplatz
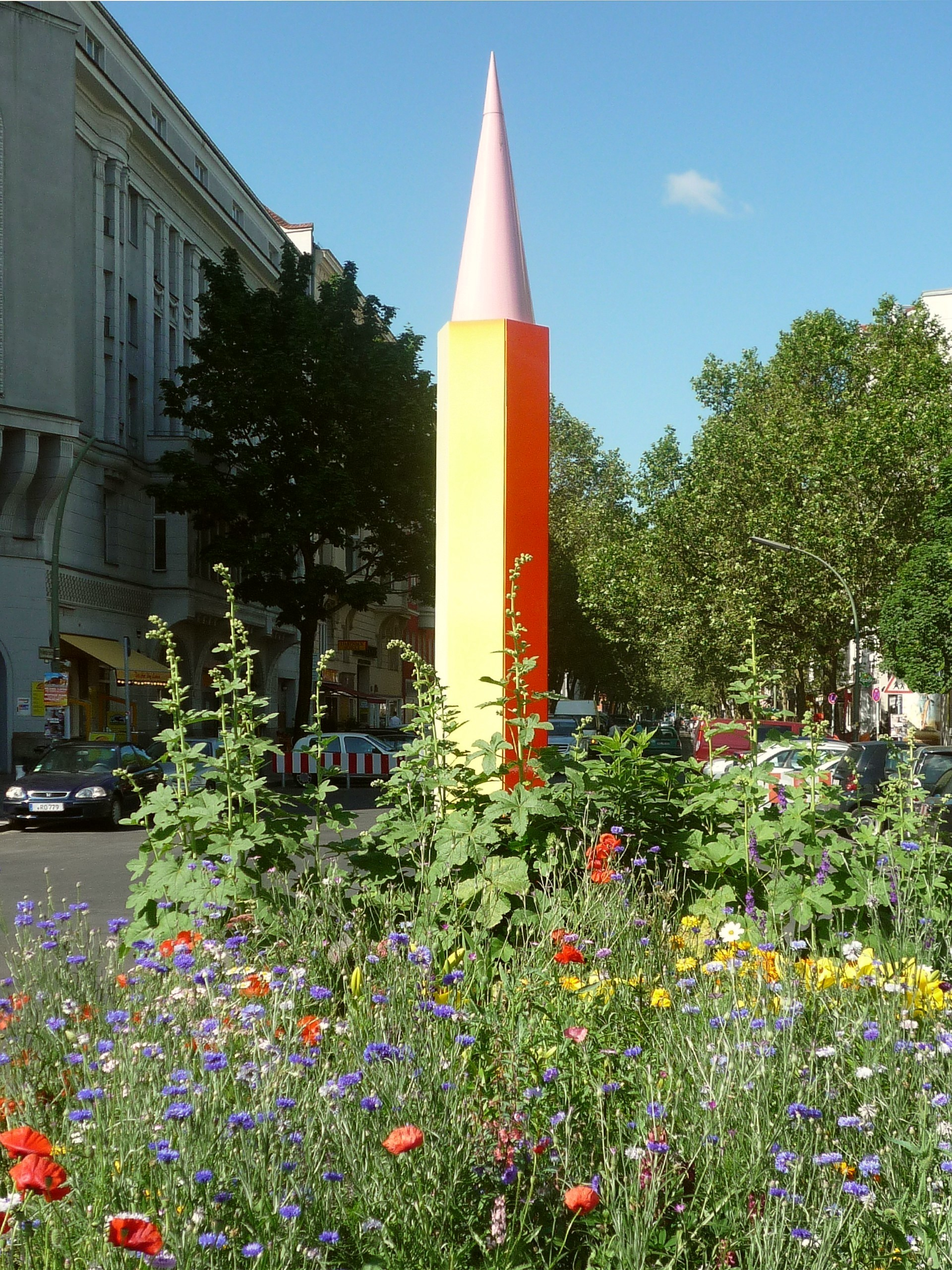
Colonna arcobaleno a Nollendorfplatz
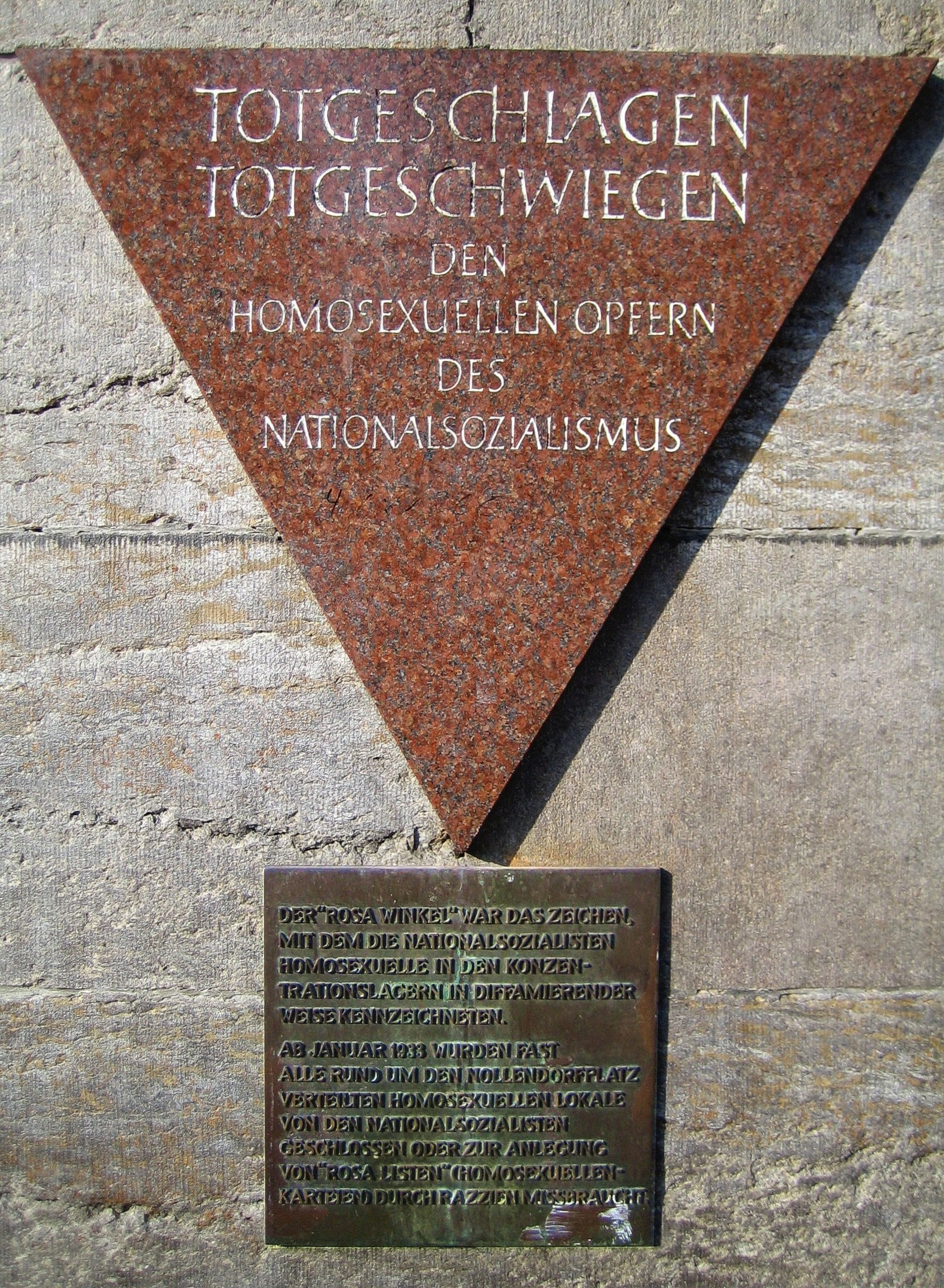
Memoriale "Pink Triangle", alla stazione dei metrò a Nollendorfplatz

## Economia
Le imprese LGBT a Berlino sono disponibili in qualità di bar, club, ristoranti e negozi. La maggior parte di essi sono concentrati a Schöneberg, vicino a Nollendorfplatz.